# Катастрофа de Havilland Comet возле Эльбы
Катастрофа de Havilland Comet возле Эльбы — авиационная катастрофа, произошедшая в воскресенье 10 января 1954 года. Авиалайнер De Havilland DH-106 Comet 1 («Комета 1») авиакомпании British Overseas Airways Corporation (BOAC) выполнял плановый межконтинентальный рейс BA781 по маршруту Сингапур—Бангкок—Калькутта—Карачи—Мухаррак—Бейрут—Рим—Лондон, но через 20 минут после вылета из Рима на высоте 8250 метров испытал взрывную декомпрессию, в результате чего разрушился в воздухе и рухнул в Средиземное море к югу от острова Эльба. Погибли все находившиеся на его борту 35 человек — 29 пассажиров и 6 членов экипажа.

## Самолёт
De Havilland DH-106 Comet 1 (регистрационный номер G-ALYP, заводской 06003) был выпущен к началу 1951 года и 9 января совершил свой первый полёт. 18 сентября авиалайнер был зарегистрирован в авиакомпании British Overseas Airways Corporation (BOAC) под бортовым номером G-ALYP и получил имя Yoke Peter (позывной — George Yoke Peter). 12 марта 1952 года получил лётный сертификат и на следующий день поступил в BOAC. 2 мая того же года (налетав к этому моменту 339 часов в экспериментальных, тестовых и учебных полётах) начал выполнять регулярные рейсы с пассажирами, став таким образом первым в истории реактивным авиалайнером, выполнявшим пассажирские перевозки.
Оснащён четырьмя турбореактивными двигателями De Havilland Ghost 50 Mk 1, развивающими силу тяги по 5000 фунтов каждый. Система наддува позволяла вплоть до высоты 40 000 футов (12 200 метров) поддерживать в салоне давление воздуха как на высоте 8000 футов (2400 метров). Максимальный взлётный вес самолёта составлял 49 000 килограммов. На день катастрофы 3-летний авиалайнер налетал 3681 час, включая 40 часов с момента последней проверки (Check I) от 7 января 1954 года. По данным этой проверки, по самолёту не было никаких существенных замечаний.

## Экипаж и пассажиры
Самолётом управлял опытный экипаж, состав которого был таким:
- Командир воздушного судна (КВС) — 31-летний Алан Гибсон (англ. Alan Gibson). Родился в сентябре 1922 года. Был также квалифицирован на бортинженера. До работы в BOAC проходил службу в Королевских ВВС Британской империи, где налетал 1348 часов, включая 1175 часов в экипаже. В авиакомпании BOAC с 1946 года (проработал в ней около 8 лет), налетал 4062 часа днём и 1165 часов ночью. Налёт на «Кометах 1» — 163 часа днём и 128 часов ночью, включая 79 часов днём и 80 часов ночью в должности КВС. Имел положительную репутацию в авиакомпании, в том числе благодаря проведённой однажды успешной вынужденной посадке самолёта Hermes, то есть имел опыт работы в чрезвычайных ситуациях[2].
- Второй пилот — 33-летний Уильям Дж. Бари (англ. William J. Bury). Родился в феврале 1920 года. Был также квалифицирован на штурмана. До работы в BOAC также проходил службу в Королевских ВВС Британской империи, где летал исключительно на поршневых самолётах и налетал 1917 часов, включая 1735 часов в должности КВС. За период работы в BOAC налетал 2366 часов днём и 644 часа ночью, включая 11 часов днём и 1 час ночью в должности КВС. Налёт на «Кометах 1» — 153 часа днём и 109 часов ночью, все в должности второго пилота[2].
- Бортинженер — 27-летний Фрэнсис Ч. Макдональд (англ. Francis C. Macdonald). Родился в январе 1927 года. В авиакомпании BOAC с 21 января 1952 года (проработал в ней 1 год и 11 месяцев), налетал 281 час на самолётах Hermes и 225 часов на «Кометах 1», все в должности бортинженера[2][3].
- Бортрадист — 32-летний Люк П. Макмэхон (англ. Luke P. McMahon). Родился в октябре 1921 года. До 3 октября 1952 года за период работы в BOAC налетал 2946 часов на различных самолётах, после этой даты налетал 629 часов на «Кометах 1»[3].

В салоне самолёта работали двое бортпроводников:
- Франк Л. Сандерс (англ. Frank L. Saunders),
- Джин Э. Кларк (англ. Jean E. Clarke)[3].

На борту самолёта находились 29 пассажиров, в том числе 10 детей. Среди пассажиров были австралийский радиоведущий и военный корреспондент «BBC» Честер Уилмот, а также известная последовательница бахаи и религиозная деятельница Дороти Б. Бейкер.

## Хронология событий

### Предшествующие обстоятельства
10 января 1954 года De Havilland DH-106 Comet 1 борт G-ALYP выполнял рейс BA781 из Сингапура в Лондон. Предпоследней остановкой на маршруте был Рим, в котором произошла смена экипажа, а 5 предыдущих остановок совершались в Бангкоке, Калькутте, Карачи, Мухарраке и Бейруте. Во время этих перелётов в Карачи возник инцидент во время заправки самолёта, когда выключатель клапана топливных баков в правой плоскости крыла оказался в неверном положении. В Мухарраке дозаправка прошла без отклонений, но в Бейруте оказалось, что топливный клапан остался в полуоткрытом положении, не перейдя автоматически в нейтральное положение. Так как замена клапана не представлялась возможной, то он был перепроверен и его работу признали удовлетворительной. Также в Карачи обнаружилась неисправность светового индикатора гидронасоса №1 и автоматического контроля температуры. Световой индикатор сигнализировал о выходе гидронасоса из строя, но проверка показала, что гидронасос работал в нормальном режиме. Что до автоматического контроля температуры, то его выход из строя означал, что температуру воздуха в кабине пилотов и пассажирском салоне экипаж теперь должен был поддерживать в ручном режиме. Об этих замечаниях сдающий экипаж в Риме сказал принимающему экипажу. Впоследствии, по мнению комиссии, эти отклонения в работе систем самолёта не могли привести к катастрофе.
В небе над Римом в это время были тонкие слоистые облака, в которых наблюдалось незначительное обледенение. Также была вероятность небольшой турбулентности, но её могла вызвать и спутная струя от реактивного авиалайнера.

### Катастрофа

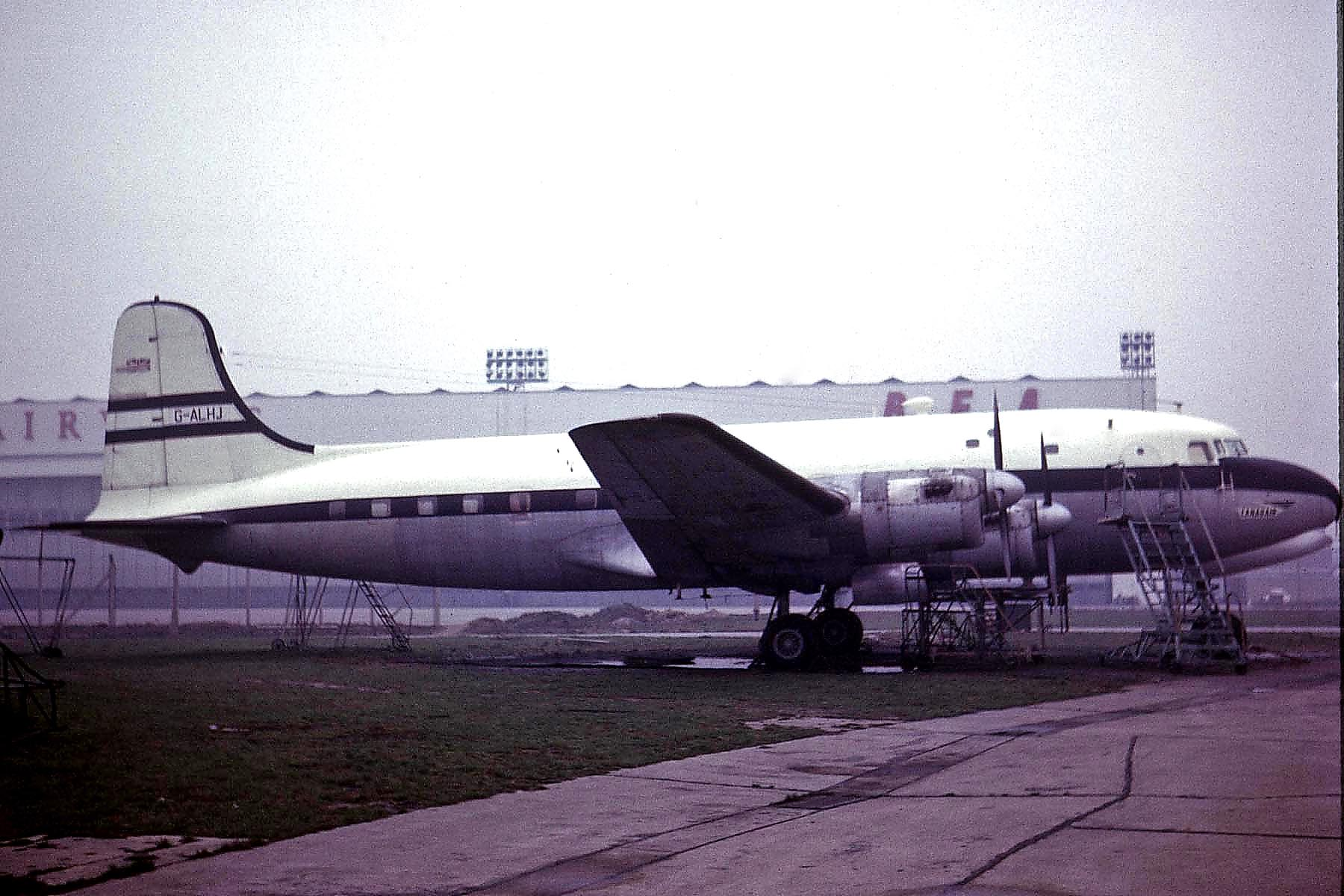
Argonaut C-4 борт G-ALHJ (How Jig)

Всего на борту рейса 781 помимо 6 членов экипажа находились также 29 пассажиров, включая 10 детей, возвращавшихся после рождественских каникул обратно в Англию, и известного британского журналиста «BBC» Честера Уилмота. Вес и центровка самолёта не выходили за пределы допустимого.
В 09:31 рейс BA781 вылетел из аэропорта Рима. В 09:50 экипаж доложил диспетчерскому центру в аэропорту Чампино о прохождении радиомаяка Орбетелло. Далее полёт проходил над Тирренским морем на эшелоне FL270 (8250 метров). Параллельно с диспетчером, экипаж «Кометы 1» вёл радиопереговоры с другим самолётом авиакомпании BOAC — Argonaut C-4 борт G-ALHJ (позывные — George How Jig), вылетевшим из Рима раньше рейса 781. Примерно в 09:51 экипаж борта G-ALHJ услышал радиосообщение, которое стало последним с борта рейса BA781: Джордж Хау Джиг, это Джордж Йоке Питер. Сообщите мне… (англ. George How Jig, from George Yoke Peter. Did you get my…); сообщение прервалось посередине. Около 10:00 в диспетчерском центре аэропорта Чампино услышали звук, который впоследствии посчитали за несмодулированный сигнал с «Кометы 1».
Находящиеся на острове Эльба свидетели указывали, что слышали в небе 3 идущих подряд взрыва, после чего увидели падающие горящие обломки.

Я видел серебристый блестящий объект, появившийся из облаков. Из него выходил дым. Он врезался в воду.Оригинальный текст (англ.)I saw a silver thing flash out of the clouds. Smoke came from it. It hit the sea.
— рыбак Джованни ди Марко (итал. Giovanni di Marco)
Около 09:51 лайнер внезапно разрушился на высоте, которая была оценена примерно в 8250 метров, и примерно в 10:00, согласно показаниям четырёх свидетелей, его горящие обломки рухнули в воды Средиземного моря в 16 километрах от побережья. В 11:50 военное руководство порта в городе Портоферрайо на острове Эльба получило сообщение, что к югу от мыса Каламита примерно в направлении острова Монтекристо взорвался в воздухе и потерпел катастрофу самолёт. Командующий портом Портоферрайо подполковник Ломбарди (итал. Lombardi) сразу направил к месту падения все доступные суда, а также врача и медсестру. Было обнаружено 15 тел, а также почтовые мешки, обломки самолёта и некоторые личные вещи. Судам помогала и авиация. Поисковые работы продолжались в течение двух следующих дней, но больше тел найдено не было, хотя и удалось обнаружить ещё несколько обломков лайнера.

## Предварительные выводы
Расследование причин катастрофы рейса BA781 проводил Отдел Расследования Несчастных случаев Британского Министерства транспорта и Гражданской авиации (англ. Accidents Investigation Branch of the British Ministry of Transport and Civil Aviation). Итальянскую сторону представляли сеньор Ровери (итал. Roveri) и полковник Минеро (итал. Miniero).
По указанию подполковника Ломбарди, тела погибших доставили к местному кладбищу в Порто-Адзурро и разместили в прилегающей церкви. По просьбе следователей, обследование тел выполнялось профессором Антонио Форнари (итал. Antonio Fornari), действовавшим под руководством доктора Фолько Доменичи (итал. Folco Domenici), директора Института Судебной медицины Пизанского университета. По результатам обследования были сделаны следующие выводы:
1. Смерть произошла вследствие удара о части самолёта;
2. Имеются серьёзные повреждения, вызванные взрывной декомпрессией и перегрузками;
3. Вероятное место удара тел о конструкцию самолёта находится в передней части фюзеляжа, вероятно в части фюзеляжа, расположенной над двигателями;
4. На всех телах жертв имелись ожоги, но по их особенностям было установлено, что ожоги были получены уже после смерти.

### Комитет Абеля
Сразу после сообщения о катастрофе в авиакомпании BOAC приняли решение временно отстранить самолёты «Комета 1» от перевозки пассажиров, чтобы совместно с Министерством регистрации воздушных судов и фирмой-изготовителем («de Havilland») провести подробную экспертизу эксплуатирующегося парка этих самолётов. На следующий день (11 января) в аэропорту Лондона председатель BOAC созвал собрание, на котором присутствовали представители BOAC, Отдела расследования несчастных случаев Британского Министерства транспорта и гражданской авиации, «de Havilland», «de Havilland Engine Company» и Министерства регистрации воздушных судов. В результате был собран комитет, который возглавлял К. Абель (англ. C. Abell) — заместитель начальника авиакомпании по разработкам. Целью комитета было изучить, какие модернизации конструкции самолётов «Комета 1» требуется произвести, чтобы Министерство транспорта и Гражданской авиации снова допустило эти самолёты к пассажирской эксплуатации. Наиболее вероятными причинами катастрофы рейса BA781 были названы следующие:
1. Отказ в приводе управляющих плоскостей (англ. Flutter of control surfaces) — произошёл отказ части механизма, соединяющего управляющую поверхность с главной гидросистемой, которая управляет им в воздухе, либо к развитию сбоев или люфта в работе механизма. Требовалось провести проверку всех механизмов системы управления управляющими плоскостями[8].
2. Первичное разрушение конструкции, по аналогии с произошедшей за год до этого катастрофой «Кометы 1» под Калькуттой. К разрушению могли привести сильные турбулентные потоки, вызвавшие запредельные перегрузки. Требовалось рассмотреть все части конструкции, находившиеся под подозрением, на основании данных расследования катастрофы под Калькуттой[8].
3. Потеря управления — каждая гидросистема, приводящая в движение управляющие плоскости, имеет выходную цепь, связанную с датчиком контроля, и входную цепь, связанную с органами управления в кабине пилотов. Требовалось рассмотреть все возможные причины нарушений в работе обеих гидросистем[9].
4. Усталость материала конструкции — такое предположение было вызвано тем, что после катастрофы под Эльбой проверка прототипа данного типа самолётов показала, что после около 6700 лётных часов на поверхности крыла у края ниши шасси появились трещины. Были также изучены одна или две части конструкции, где предположительно могли появиться усталостные трещины[9].
5. Взрывная декомпрессия из-за перепада давления — в отличие от версии о разрушении конструкции, в данной версии самолёт не разрушился в полёте, но испытал взрывную декомпрессию. Наиболее вероятной причиной в данном случае рассматривали оконные проёмы, которые могло вырвать из фюзеляжа. Но проведённые в компании «de Havilland» тесты не выявили дефектов, которые могли вызвать такое ослабление конструкции[9].
6. Отказ двигателя — в данном случае наиболее вероятным рассматривался пожар двигателя, поэтому рассматривались вопросы по устранению вероятной причины пожара и по повышению пожарной безопасности[9].

Проведённые проверки и тесты также повысили надёжность электрических систем. К моменту завершения работ по проверкам самолётов наиболее вероятной причиной считался пожар на борту. В то же время К. Абель предполагал, что турбулентность в полётах привела к повышению усталости материалов конструкции авиалайнера, особенно в плоскостях крыла, отделение которых и привело к катастрофе. Версия об усталости материала фюзеляжа на тот момент времени считалась ещё слишком маловероятной, так как, согласно тестам, фюзеляж был рассчитан ещё на 18 тысяч полётов.

## Поднятие обломков

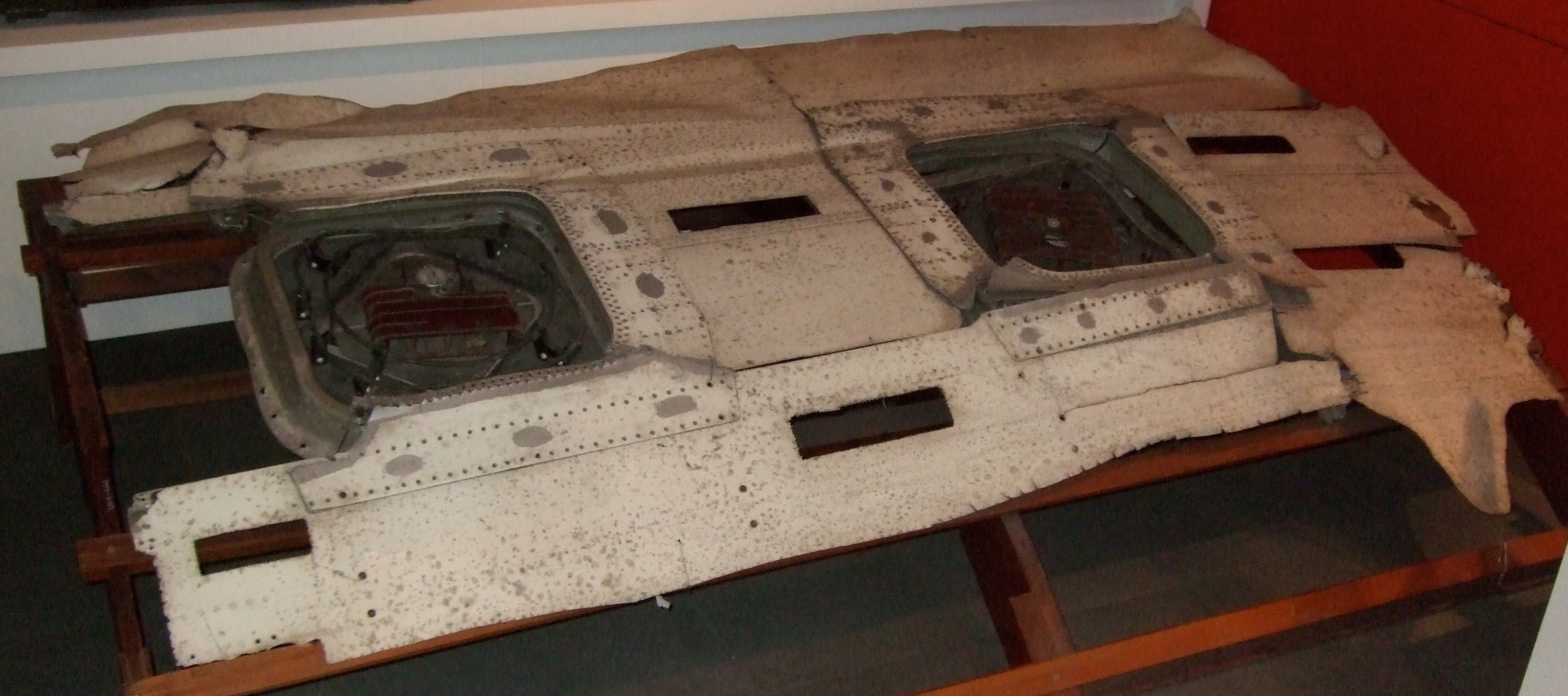
Фрагмент конструкции фюзеляжа борта G-ALYP; впоследствии будет установлено, что именно с него началось разрушение самолёта. В настоящее время экспонат Музея науки в Лондоне

Обломки самолёта затонули на глубине от 70 до 100 морских саженей (от 130 до 180 метров). Для их поисков были задействованы 3 корабля Королевских ВМФ Британской империи: «Barhill», «Sea Salvor» и «Wakeful». На «Barhill» и «Sea Salvor» разместили 200 тонн движущихся механизмов, включая телекамеры, телевизоры, ковш с зубьями и прочее; на «Wakeful» установили телевизионную аппаратуру. Всё это было доставлено из Англии и установлено на корабли на верфи в Мальте. Все работы по переоборудованию заняли менее двух недель и к 25 января все 3 корабля прибыли к острову Эльба. Телекамеры для поисков впервые задействовали 12 февраля; это был первый в истории случай, когда телевизионную аппаратуру начали использовать для поиска обломков самолёта.
К 23 марта 1954 года кроме плавающих обломков из воды были извлечены различные крупные детали, в частности, 21 марта были подняты все 4 двигателя; также были найдены гермошпангоут и хвостовая часть фюзеляжа. В ходе дальнейших работ 5 апреля на поверхность был поднят центроплан, а 15 апреля — носовая часть фюзеляжа с кабиной пилотов. Поисковые работы велись до августа 1954 года, а всего было извлечено обломков на 70% от веса пустого самолёта, в том числе 70% структуры планера, 80% электрических систем и 50% оборудования.

## Аналогичная катастрофа
Прекращение эксплуатации реактивных «Комет 1» и их простой в ангарах приводил к значительным ежедневным убыткам для BOAC. 17 февраля Абель отправил руководству BOAC отчёты и бумаги по всем проверкам, расследованиям, модификациям и прочим работам, выполненных на «Кометах» с момента их отстранения от пассажирской эксплуатации. 19 февраля в Министерство транспорта и Гражданской авиации были переданы эти бумаги и отчёты, а также сопроводительное письмо, что никаких признаков причины катастрофы на тот момент не было обнаружено. BOAC считала, что сделала все необходимые шаги для возвращения данного типа самолёта обратно в эксплуатацию с пассажирами.
В Министерстве регистрации воздушных судов также были солидарны с этим мнением и 4 марта отправили в Министерство транспорта и Гражданской авиации письмо, в котором указывалось, что они не видят препятствий для возобновления пассажирской эксплуатации «Комет 1» (но при этом лётный сертификат этих самолётов официально не отзывали и он продолжал действовать). Тогда Министерство транспорта и Гражданской авиации отправило в Министерство регистрации воздушных судов письмо, в котором спрашивалось мнение о возобновлении эксплуатации «Комет 1» с пассажирами. В ответ 5 марта главный маршал авиации сэр Фредерик Боухилл (англ. Frederick Bowhill) прислал протокол, что наиболее вероятной причиной катастрофы рейса BA783 под Калькуттой считается попадание в сильный шторм, а причина катастрофы возле Эльбы пока не известна, но не исключено, что она имеет схожую природу. К тому же характер и масштаб модификаций свидетельствовал о большой работе в BOAC. На основании вышеизложенного, сэр Фредерик Боухилл рекомендовал возобновить пассажирскую эксплуатацию. 23 марта 1954 года «Кометы 1» вернулись на пассажирские линии.
Но спустя всего 16 дней (8 апреля) при выполнении рейса SA201 из Лондона в Йоханнесбург (через Рим и Каир) в Средиземном море к югу от Неаполя разбилась другая «Комета 1» авиакомпании BOAC (борт G-ALYY, имя Yoke Yoke, выполняла рейс от имени South African Airways) и погибли все находившиеся на её борту 21 человек. После этой катастрофы BOAC сразу прекратила эксплуатацию данных реактивных авиалайнеров, а уже 12 апреля у «Комет 1» отобрали лётный сертификат.

## Расследование
Обе катастрофы произошли по схожему сценарию — при взлёте из римского аэропорта Чампино, где совершалась промежуточная остановка, самолёт при хороших погодных условиях выполнял набор высоты, но через 20-40 минут при подходе к заданному эшелону разрушался в воздухе. Всё это ставило перед следователями беспрецедентную сложность, особенно с учётом того, что ранее на самолётах был проведён большой объём работ по изучению вероятных причин катастрофы и выполнено большое число модификаций. Но хотя ещё была версия об отказе в приводе управляющими плоскостями, которая для проверки требовала лётных испытаний, изучение проведённых на «Кометах 1» работ во время приостановки полётов дало возможность исключить многие из возможных причин и повысить внимание на версии об усталостном разрушении конструкции самолёта.

### Тесты в бассейне

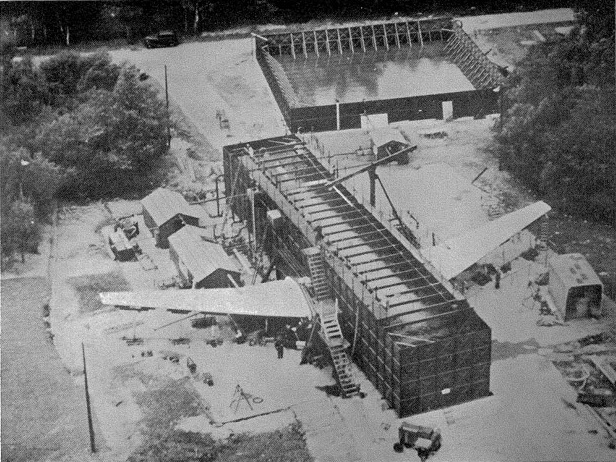
Борт G-ALYU в бассейне

18 апреля Арнольд Холл (англ. Arnold Hall) предложил провести повторные прочностные испытания всего фюзеляжа. Считая версию об усталостном разрушении лишь одной среди ряда вероятных, Холл тем не менее считал, что каждую из вероятных причин стоит изучить более подробно. Для эксперимента требовалось создавать периодическую разницу давлений внутри и снаружи фюзеляжа на величину, эквивалентную полёту самолёта на эшелоне. При экспериментах на земле это можно выполнять созданием повышенного давления воздуха внутри фюзеляжа. Но такой метод опасен тем, что при взрывной декомпрессии возникнет катастрофическая ситуация, так как высвободившаяся энергия сжатого воздуха создаст разрушения, эквивалентные взрыву внутри самолёта бомбы весом 500 фунтов. К тому же в этом случае нельзя будет точно определить место и причины разрушения. Тогда было решено применить воду, которая, в отличие от воздуха, практически не сжимаема, а потому не создаст взрывную декомпрессию. Проблема с погружением фюзеляжа в воду могла быть решена одновременным заполнением водой самолёта и ёмкости, после чего, периодически сливая и вновь заполняя пространство снаружи самолёта водой, можно создать циклическую нагрузку на фюзеляж.
Для подобных тестов в Фарнборо совместно с «de Havilland» и Министерством регистрации воздушных судов был сооружён бак, в который поместили самолёт G-ALYU (Yoke Uncle, совершил первый полёт 23 июня). Обе плоскости крыла при этом оставались снаружи, при этом создавалась возможность создавать циклическую нагрузку в консолях крыла за счёт их изгиба при наполнении фюзеляжа водой. Такие источники вибрации, как колебания груза, турбулентность, вибрация от двигателей и влияние спутной струи в данном случае воссоздать не представлялось возможным. Тесты проводились периодическим созданием внутри фюзеляжа избыточного давления 1,3 атм[уточнить] (131722,5 Па) с промежутками примерно в 1000 «полётов».
До начала тестов Yoke Uncle совершил 1230 полётов, а в бассейне совершил ещё 1830 циклов (то есть всего имел 3060 циклов), когда в нижнем углу одного из иллюминаторов в пассажирском салоне появилась трещина. Дальнейшие эксперименты с подкрашиванием воды водорослями позволили уточнить, что трещина появлялась у края обшивки в углу иллюминатора и переносила несколько превышений давления, после чего начинала разрастаться с катастрофической скоростью. Упомянутые выше источники колебаний, которые не удалось воссоздать при тестах в бассейне, сокращали срок службы фюзеляжа, поэтому 3060 циклов в тесте эквивалентны примерно 2500 полётам на практике. В то же время проверялись и другие версии катастрофы, но почти все они были отброшены. Тесты с водой вывели версию об усталостном разрушении и взрывной декомпрессии Yoke Peter на передний план.
При начале тестов измерение напряжения в материале обшивки не проводилось, так как, не зная точно место начала разрушения, пришлось бы потратить значительное время для установки датчиков и связанного с ними оборудования по всему фюзеляжу. Появление трещины в углу иллюминатора привело к мнению, что напряжение обшивки в углах иллюминаторов было значительно выше, нежели в других частях. Были установлены тензодатчики на обшивку в углах однотипных иллюминаторов, включая аналогичный иллюминатору, у которого произошло первоначальное разрушение, но на противоположной стороне салона. Как показали результаты измерений, при перепаде давлений в 8,25 фунтов на кв. дюйм в обшивке близ углов иллюминатора возникало напряжение 40 000 фунтов на кв. дюйм, что объясняло усталостное разрушение после относительно небольшого числа циклов (около 3000). Точно определить среднюю продолжительность ресурса фюзеляжа «Комет 1» следователи не могли, так как располагали лишь одним самолётом, а не несколькими. На момент катастрофы Yoke Peter совершил 1290 высотных полётов, а Yoke Yoke — около 900 высотных полётов. На основании результатов испытаний с Yoke Uncle, Арнольд Холл заявил, что фюзеляж Yoke Peter при катастрофе достиг предела своего ресурса и то же самое произошло и с фюзеляжем Yoke Yoke; версия, которую на начальном этапе считали слишком маловероятной, стала главной.

### Обследование обломков

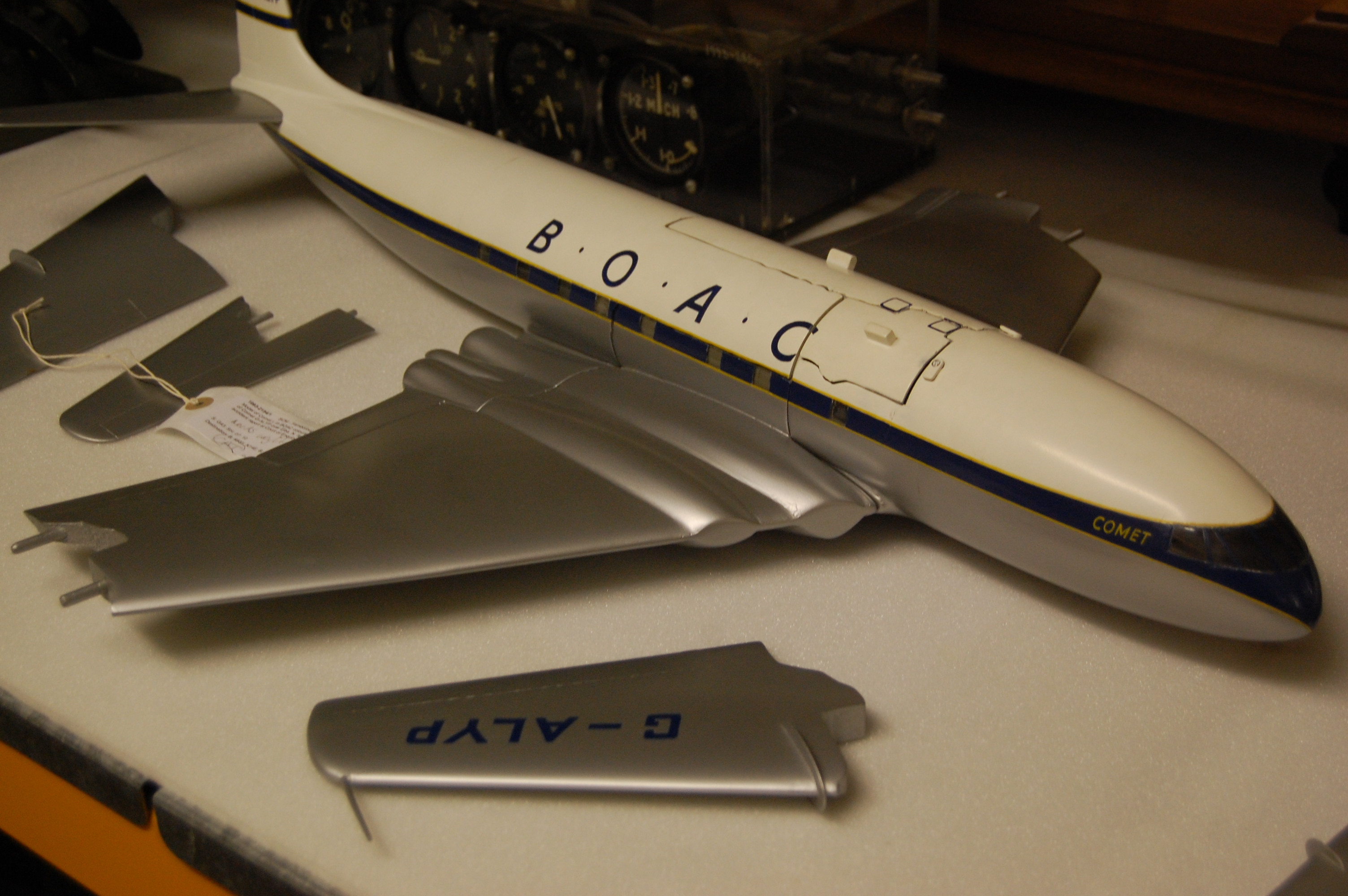
Деревянная модель рейса 781, изображающая схему разрушения самолёта. Экспонат Музея науки в Лондоне

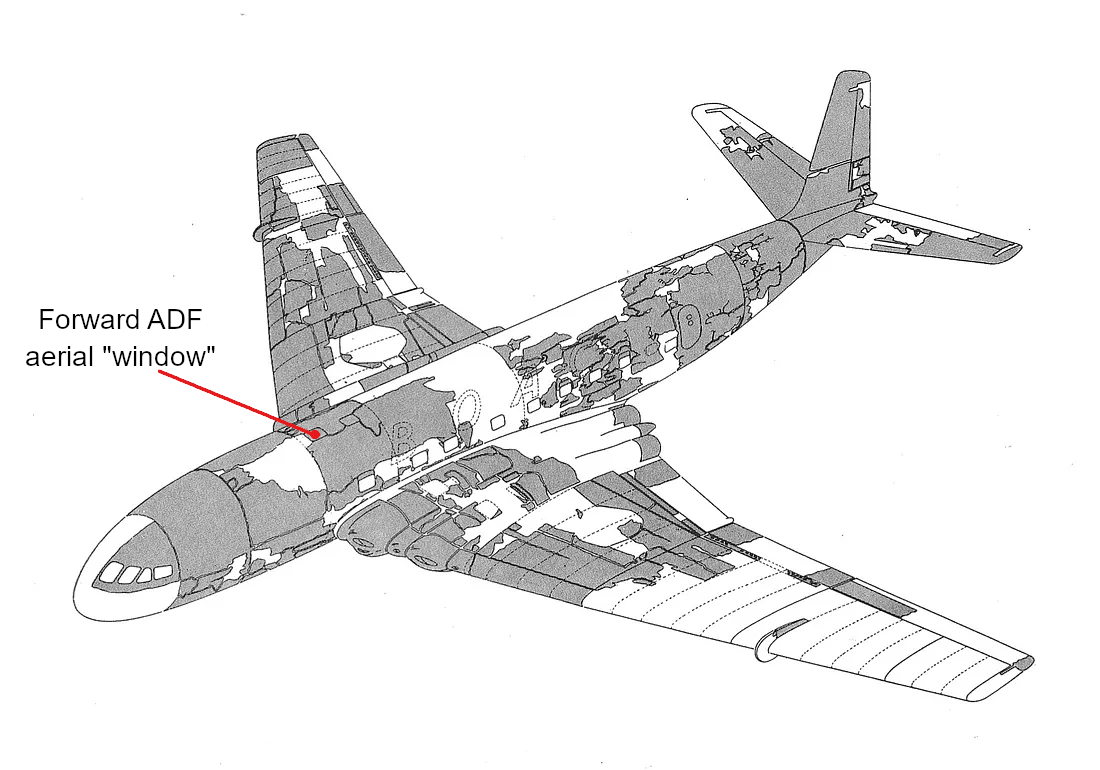
Диаграмма, изображающая расположение найденных обломков рейса 781. Отмечено расположение фрагмента с антеннами радиопеленгации, с которого началось разрушение фюзеляжа

Как показало изучение обломков самолёта, интенсивный огонь наблюдался лишь в районе центроплана, тогда как передняя и задняя части фюзеляжа оказались нетронутыми. Было сделано заключение, что самолёт падал в море небольшим числом крупных частей, при этом фрагменты упали на небольшой площади. Это согласовалось с показаниями фермера на острове Эльба, который видел падающие фрагменты, один из которых был в огне. Были сделаны модели «Комет 1» из лёгкого дерева, которые были загружены балластом, после чего они сбрасывались с воздушного шара на высоте пропорциональной масштабу; при этом модели были сделаны так, что они ломались в месте предполагаемого начала разрушения фюзеляжа — в районе крыла, и концевые части крыла при этом отделялись от центральной. Падение обломков модели сфотографировали, а затем на основании полученных данных были подтверждены выводы о манере падения авиалайнера.
Когда тесты на прочность фюзеляжа подтвердили версию о взрывной декомпрессии, обследованию найденных обломков и обнаружению новых начали уделять более высокое внимание. Одна из итальянских рыболовецких лодок обнаружила фрагмент обшивки фюзеляжа, который располагался по центру вверху и над передним лонжероном крыла; этот фрагмент содержал в себе два окна, в которых были установлены антенны, являвшиеся элементами системы автоматической радиопеленгации. Также были подняты часть элерона от левой плоскости крыла и часть аэродинамического гребня, установленного на передней кромке крыла близ места крепления к фюзеляжу. Изучение этих обломков и проверка следов краски в начале центральной секции показало, что разрушение конструкции фюзеляжа началось с найденного фрагмента в районе переднего иллюминатора (аварийный выход) при нормальных условиях полёта. Вероятно, трещина началась в нижнем заднем углу иллюминатора с антеннами и прошла через углы иллюминаторов от носа к хвосту, после чего фрагмент оторвался, а затем произошёл разлом фюзеляжа в районе переднего лонжерона крыла.
Как альтернативный вариант, рост трещины мог начаться в переднем углу иллюминатора и был вызван микротрещиной 0,2 дюйма (5-6 миллиметров) длиной, появившейся ещё при строительстве самолёта. Микротрещина могла появиться при пробивке ряда отверстий на конце листа обшивки, и её могло вызвать нарушение технологии производства. Высокие напряжения в углах иллюминаторов способствовали повышению усталости материала. Хотя признаков микротрещин в обшивке обнаружить не удалось, тем не менее, наиболее вероятной была названа версия, что разрушение было вызвано микротрещиной вокруг отверстия болтового соединения обшивки в нижнем углу иллюминатора на правом борту.

### Проверка двигателей
Отдельно компанией «de Havilland Engine Company» были проверены двигатели авиалайнера на предмет их отказа, включая пожар, разрушение конструкции или внезапную остановку. Часть крыла с двигателями была извлечена из воды 15 марта, а 21 марта двигатели доставили в компанию для проверки. Возглавлял эти работы доктор Молт (англ. Moult) — главный инженер «de Havilland Engine Company». Осмотр двигателей показал, что все двигатели на момент катастрофы были исправны, никаких отказов в их работе не было. Лишь при разрушении самолёта произошло постепенное снижение оборотов турбин двигателей. Все повреждения двигателей были нанесены извне при ударе о воду. Как впоследствии сообщил Молт, до этого не было никаких случаев сбоев в работе данных двигателей, а модификации, проведённые после катастрофы у Эльбы, он считает оправданной предосторожностью; одна из версий комитета Абеля, что катастрофа могла быть вызвана отказом двигателя, не подтвердилась.

### Отчёт министерства авиапромышленности
Согласно отчёту министерства авиапромышленности Великобритании, наиболее вероятной причиной катастрофы в районе острова Эльба было названо разрушение конструкции герметичного фюзеляжа, вызванное усталостью материала. Такое мнение было сформировано на основании следующих результатов:
1. Тесты выявили низкое сопротивление усталости материала фюзеляжа, а результаты испытаний дают основание предполагать, что ресурс упавшего у Эльбы самолёта достиг предела по усталости.
2. Катастрофа самолёта началась с разрушения фюзеляжа.
3. Изучение обломков показало, что катастрофа относилась к тому типу, что и в испытаниях на усталость.
4. Это объяснение согласуется со всеми косвенными уликами.
5. Отдельные прочие дефекты, обнаруженные на самолётах «Комета 1», не могли привести к катастрофе.

Также комиссия отметила, что в случае катастрофы под Неаполем она не может назвать точно причину из-за отсутствия обломков. Однако медицинская экспертиза тел погибших в обоих случаях показала их одинаковые травмы, что даёт основания предположить, что причина катастрофы возле Эльбы применима и к катастрофе под Неаполем.
К «отдельным прочим дефектам» (пп. 5) комиссия отнесла:
- относительно низкое сопротивление крыла к усталости;
- вероятность попадания топлива из вентиляционной системы топливного бака в область задней кромки крыла вблизи сопел реактивных двигателей;
- вероятность внутренних повреждений концевых крыльевых топливных баков при дозаправке при условиях, которые никогда не случались на практике.

## Заключение комиссии

### Принятие отчёта
Версия о разрушении фюзеляжа из-за усталости впоследствии была подтверждена доказательствами Арнольда Холла, доктора Уолкера и мистера Рипли. Компания «de Havilland» и авиакомпания BOAC согласились с этими выводами. Представители всех сторон, участвующих в расследовании, также приняли версию, что Yoke Peter разбился из-за разрушения фюзеляжа взрывной декомпрессией, вызванной усталостью металла.

### Альтернативная версия Б. Яблонски
Б. Яблонски (англ. B. Jablonsky) выступил основным соперником версии об усталостном разрушении фюзеляжа. Будучи специалистом по аэронавтике в области вопросов целостности структур, он в основном изучал воздушные винты, собранные из клееного дерева. В связи с этим он хорошо знал различные варианты авиационного клея и возможные проблемы при его применении. Версия Яблонски базировалась на том, что «de Havilland» для соединения пары металл-металл широко использовала клей «Redux», в том числе для соединения обшивки фюзеляжа и крыла с силовым каркасом. Каркас фюзеляжа «Кометы 1» насчитывал 40 шпангоутов, относительно равномерно распределённых по длине. Компания «de Havilland» являлась пионером в применении «Redux» и имела достаточно большой опыт работы с ним, предпочитая его обычным заклёпкам.
Яблонски приводил следующие аргументы:
1. Обшивка самолёта подвергается воздействию широкого диапазона температур, в том числе в тропиках на солнце она может нагреваться до +80 °C, а при подъёме до 40 000 футов остывать до −55 °C. Учитывая скороподъёмность «Кометы», эти температурные изменения могли происходить в течение около 30 минут. В то же время шпангоуты, несмотря на контакт с обшивкой, подвергаются меньшим температурным колебаниям, в результате чего эта разница может достигать 60-70 °C. В итоге возникает периодическое продольное колебание обшивки относительно остальных элементов силового набора фюзеляжа. В какой-то момент напряжение сдвига могло превысить критическое, что привело бы к разрушению клеевого соединения.
2. Даже если статического разрушения клеевого соединения не происходило, периодические температурные и вызванные ими продольные колебания могли привести к усталости клеевого соединения и также к разрушению этого соединения.
3. Хотя Яблонски признавал, что свойства клея «Redux» в зависимости от температуры достаточно хорошо известны, по его мнению в данном случае температурные колебания происходили гораздо быстрее, что привело к более быстрому увеличению усталости соединения.
4. Общеизвестно, что применение клея в сборке инженерных сооружений по сравнению с клёпкой требует более высокого уровня мастерства и процесса проверки. Хотя на «de Havilland» опыт применения клея был отработан с учётом многолетнего опыта и находился на удовлетворительном уровне, Яблонски предположил, что в данном случае процесс сборки производился с нарушениями, а потому соединение не было достаточно надёжным.

В качестве доказательств своей версии, Яблонски указывал на то, что при изучении обломков он обнаружил несколько случаев разрушения клеевого шва. Это и привело к убеждению, что разрушение фюзеляжа было вызвано разрушением клеевых соединений.
Для проверки этой версии были проведены следующие испытания:
1. При полёте на «Комете 1» G-ANAV провели замер разницы температур обшивки и шпангоутов. Её величина не превышала 10 °C , из-за чего напряжение сдвига в клеевых соединениях обшивки со шпангоутами было незначительным и не выходило за пределы допустимого. Яблонски, однако, обжаловал такие результаты, заявив, что на основании этого эксперимента нельзя сделать надёжные выводы о значениях температуры при наборе высоты.
2. Нет никаких данных об эффекте усталостного разрушения в клеевом соединении «Redux». Компания «de Havilland» широко использовала данный клей при сборке остальных самолётов (например, Hornet и Dove), у которых число полётов уже значительно превышало такие значения у разбившихся «Комет 1».
3. Тем не менее, «de Havilland» провела испытания по исследованиям прочности клеевого соединения после череды колебаний температуры от +60 °C до −55 °C. Как было установлено, эти температурные колебания не оказывают заметного влияния на клеевое соединение «Redux».
4. По запросу комиссии компания «de Havilland» составила заявление, в котором указывалась история и технологии использования клея Redux, особенно акцентировав внимание на его применении при изготовлении «Комет 1». Согласно предоставленной информации, данная компания полностью осознавала всю важность надёжности соединений элементов силового набора, а применявшийся контроль над технологическими процессами и проверкой образцов исключал вероятность нарушения технологии.

Предоставленный для тестов Yoke Uncle до этого уже налетал 3521 час и подвергался температурным колебаниям, на которые указывал Яблонски. Как показала проверка его клеевых швов, никаких признаков нарушения целостности в них не было. Более тщательная проверка обломков показала, что разрушения клеевых швов произошли при взрывной декомпрессии и при ударе частей самолёта о воду, а само качество клеевого соединения изначально было на удовлетворительном уровне. Эти результаты дали основания откинуть данную версию о причине разрушения фюзеляжа.

### Мнение мистера Тая
Некоторые сомнения в причине катастрофы высказал и мистер Тай (англ. Tye) — технический директор Министерства регистрации воздушных судов. Как и Яблонски, Тай был согласен с мнением, что катастрофа произошла из-за разрушения фюзеляжа, но также сомневался, что причиной этого стала усталость материала. Тай отмечал, что разрушение Yoke Uncle произошло после 3000 циклов, тогда как Yoke Peter и Yoke Yoke разрушились примерно через 1000 циклов. В то же время он не мог предложить другую причину катастрофы, так как у него не было доказательств для таких версий как, например, избыточное давление в салоне самолёта, либо чрезмерное напряжение в структуре фюзеляжа из-за внешних воздействий, таких как порывы или отказ системы управления. Также он признал, что у него нет альтернативной версии, которую бы не рассматривали при расследовании. Должность, которую занимал Тай, привела к необходимости считаться с его мнением. Но даже с его замечаниями эксперты всё же пришли к решению о правоте версии, что разрушение самолёта началось в области антенн радиопеленгатора и было вызвано усталостью.
Версию об избыточном давлении наддува впоследствии всё же проверили. Проверка найденного оборудования, включая предохранительные клапаны, показала, что в салоне поддерживалось нормальное рабочее давление воздуха. Помощник главного конструктора «de Havilland», который был ответственен по данному аспекту, дал необходимые показания. Фирма «Normalair Limited», которая выпускала аппаратуру управления наддувом воздуха, также предоставила полную информацию об основных элементах. На основании полученных данных был сделан вывод, что версия об избыточном давлении воздуха в салоне может быть исключена.

### Замечания по отчёту
Отдел по расследованию несчастных случаев высказал некоторые замечания по отчёту Министерства авиапромышленности, а именно — по прочим дефектам. Так, было точно установлено, что отделение крыльев не стало непосредственной причиной катастрофы. К тому же, несмотря на то, что самым слабым местом консолей крыла считались области с нишами для шасси, консоли отделились от центроплана на большем удалении от фюзеляжа. Утечка авиатоплива из вентиляционной системы топливного бака в качестве причины катастрофы была исключена, так как по обследованию обломков установили, что пожар начался уже после начала разрушения самолёта. Что до случая с заправкой, то экспертиза показала, что это возможно лишь при совпадении сразу пяти условий, а потому слишком маловероятно. К тому же если бы это и произошло, то полученные при этом повреждения не могли быть причиной катастрофы Yoke Peter.

### Вероятность повреждения реактивными струями
У авиакомпании BOAC за период эксплуатации «Комет 1» были отдельные случаи незначительных повреждений обшивки фюзеляжа. Эти повреждения были вызваны ударами реактивных струй, выходящих из двигателей, и располагались частично перед и частично за гермошпангоутом. Когда такое обнаружилось, на всех «Кометах 1» был проведён систематический осмотр и в случае обнаружения признаков таких повреждений проводили ремонт по схеме, разработанной «de Havilland». Также внутренний осмотр выявил, что возникающая болтанка вызывает ослабление соединения обшивки с каркасом, а потому эти соединения были усилены заклёпками. Это место возможной слабости находилось под постоянным наблюдением. Предпринятые для борьбы с этим явлением шаги можно считать удовлетворительными, так как впоследствии таких дефектов не наблюдалось. Также «de Havilland» внесла в конструкцию будущих «Комет 1» изменение, благодаря которому реактивные струи отводились в сторону от фюзеляжа.

## Культурные аспекты
- Катастрофа рейса BA781 вместе с катастрофой рейса SA201 (под Неаполем) показана в двух документальных сериалах телеканала «National Geographic Channel» — Секунды до катастрофы (серия Падение «Кометы») и Расследования авиакатастроф (спецвыпуск Разорванные небом). Согласно авторам сериала Секунды до катастрофы, в результате изучения обломков рейса под современным электронным микроскопом официальная версия была подтверждена, а в одном из обломков были обнаружены следы производственного брака, которые команда Арнольда Холла из-за отсутствия соответствующих технологий не могла обнаружить.
- Катастрофа рейса 781 упоминается в книге И. А. Муромова «100 великих авиакатастроф» в главе Катастрофа реактивной «Кометы-1» у острова Эльба.